# El viento se llevó lo que
 El viento se llevó lo que és una pel·lícula coproducció de l'Argentina, Països Baixos, França i Espanya filmada en color dirigida per Alejandro Agresti sobre el seu propi guió que es va estrenar el 15 d'abril de 1999 i que va tenir com a actors principals a Vera Fogwill, Ángela Molina, Fabián Vena i Ulises Dumont.

## Sinopsi
Una jove taxista cansada de Buenos Aires viatja amb el seu cotxe fins a la Patagònia i arriba a un poble aïllat els habitants del qual només tenen contacte amb l'exterior a través de velles pel·lícules projectades amb els rotllos barrejats, i un dia també arriba al lloc un vell actor que és l'astre favorit en aquests films.

## Repartiment
- Vera Fogwill …Soledad
- Ángela Molina …María
- Fabián Vena …Pedro
- Jean Rochefort …Edgard Wexley
- Ulises Dumont …Antonio
- Carlos Roffe
- Sergio Poves Campos
- Mario Paolucci
- Pascual Condito …Guardia de tren

## Premis i nominacions
Asociación de Cronistas Cinematográficos de la Argentina, Premis Cóndor de Plata 2000
- Vera Fogwill nominada al Premi a la Millor Actriu.

Festival Internacional de Cinema de Chicago, 1998
- Alejandro Agresti guanyador del Premi Especial del Jurat Hugo de Plata

Festival Internacional del Nou Cinema Llatinoamericà de l'Havana, 1998
- Alejandro Agresti guanyador del Premi al Millor Guió.
- Ulises Dumont, guanyador del Premi al Millor Actor de Repartiment
- Alejandro Agresti, guanyador del Segon Premi Gran Coral

Festival Internacional de Cinema d'Istanbul, 1999
- Alejandro Agresti, guanyador del Premi Tulipa d'Or.

Festival Internacional de Cinema de Sant Sebastià 1998,
- Alejandro Agresti, guanyador del Premi Conquilla d'Or a la millor pel·lícula.[2]

## Comentaris
Leonardo M. D’Espósito a El Amante del Cine va opinar:
Adolfo C. Martínez a La Nación va opinar:
| « | «Agrest, permanentment transgressor, mou als seus personatges entre el somni i la realitat, els permet teixir i desfer les seves pròpies penes i alegries i els dona marge perquè s'insereixin en la trama enmig d'una espècie de caos que fa perillar l'acceptació per part de l'espectador dels conflictes plantejats.» | » |

Fernando M. Peña a Rolling Stone va dir:
| « | « …un moment d'emoció pura, genuïna, d'aquesta que el cinema argentí no sol tenir.» | » |

José Enrique Montero a Dirigido por de Barcelona va dir:
| « | «Reuneix el pitjor de les pel·lícules corals de José Luis Cuerda (Amanece, que no es poco, Así en el cielo como en la tierra) amb la beata sensiblera del pitjor Garci.» | » |

Manrupe i Portela escriuen:
| « | «Fallida, bilingüe, per moments més pensada per a l'exportació que per a una altra cosa i amb un Agresti pres del seu estil, no obstant això transmet més calidesa que en altres films. I és el major testimoniatge de l'amor del director pel cinema en general i el cinema argentí en particular (la cabina inclou cites a Schlieper i Viñoly Barreto.» | » |